# Título de pretensión
Un título de pretensión es aquel que hace referencia a un territorio sobre el que no se ejerce dominio pero que es utilizado por un monarca como una forma de reclamación de soberanía. Fernando García-Mercadal, autor de varios estudios de Derecho dinástico, indica, además, que esta reclamación estará «fundada en razones étnicas, culturales e históricas» y pone como ejemplo el título de «rey de Gibraltar», uno de los títulos históricos del rey de España. El carácter reclamante del título de pretensión lo diferencia del título pro memoria, el cual también hace referencia a un territorio perdido en el pasado pero siempre de una forma honorífica y no reivindicativa.
Aunque también puede hablarse de título de pretensión para aquel utilizado por el pretendiente a una Corona, esta dignidad tiene una denominación más específica: título de señalamiento.